# 렉스 스미스

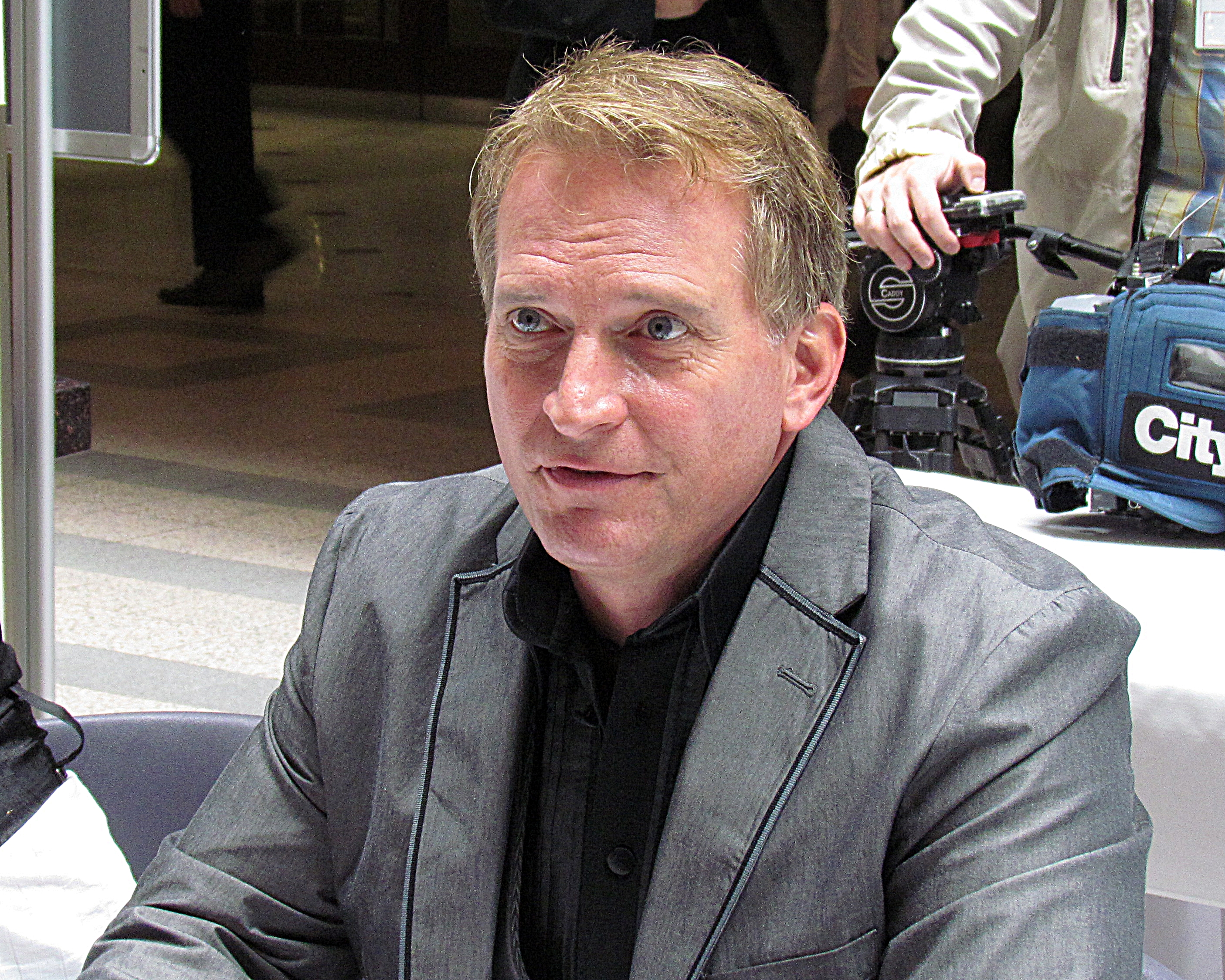

렉스 스미스(Rex Smith, 1955년 9월 19일 ~ )는 미국의 가수, 음악가, 연극 배우, 영화배우, 텔레비전 배우, TV 사회자이다.
잭슨빌에서 태어났다.

## 방송
- 독수리 특공작전

## 영화
- 리치 리치 2 (1998년)
- 히스테리 (1994년)
- 다니엘 스틸 - 영원한 행복 (1994년)
- 두 얼굴의 사나이 4 (1989년) - 맷 머독 / 데어데블 역
- 셔독의 변신 (1988년)
- 발레리나 (1987년)
- 독수리 특공작전 (1985년)
- 검은 독수리 (1985년)
- 펜잔스의 해적 (1983년)
- 애즈 더 월드 턴즈 (1956년)